# Sangiin
Das Sangiin (japanisch 参議院, wörtlich: „Haus der Räte“; in westlichen Publikationen vereinzelt als Senat bezeichnet) ist der Senat des Kokkai, des japanischen Parlaments. Er hat 248 Mitglieder, von denen alle drei Jahre die Hälfte neu gewählt wird. Das Sangiin ist schwächer als das Shūgiin, das Abgeordnetenhaus, das im Konfliktfall den Ministerpräsidenten bestimmt und das Sangiin in der Gesetzgebung mit Zweidrittelmehrheit überstimmen kann. Das Sangiin ist dabei keine echte föderale Kammer, da es zusätzlich noch Bevölkerungsstärke zu berücksichtigen versucht. Da damit beide Kammern Bevölkerungsstärke abbilden, führt es zu Diskussionen ob es die Kammer überhaupt braucht.

## Geschichte
Nach der Meiji-Verfassung von 1889 wurde Japan nach preußischen und britischen Vorbildern konstitutionalisiert und der Reichstag als Zweikammerparlament eingerichtet. Als Oberhaus wurde das Kizokuin (貴族院, Herrenhaus) geschaffen, dem wie im Vereinigten Königreich Mitglieder des Adels (Kazoku) und wie im Königreich Preußen weitere ernannte Mitglieder, darunter auch einige von den Spitzensteuerzahlern jeder Präfektur sowie von akademischen Institutionen gewählte Mitglieder angehören durften. In der Verfassung von 1947 wurde das Kizokuin abgeschafft und durch das gewählte Sangiin ersetzt.

## Zusammensetzung und Wahl
Das Sangiin wird alle drei Jahre zur Hälfte neu gewählt, die Amtszeit der Abgeordneten liegt bei sechs Jahren. Nach Reformen im Jahr 2018 wurde die Zahl der Mitglieder des Sangiin von bisher 242 bis zur Wahl 2022 auf 248 Mitglieder vergrößert. Wie heute auch beim Shūgiin – dort allerdings Mehrheitswahl ausschließlich in Einmandatswahlkreisen und Verhältniswahl in elf regionalen Wahlkreisen („Blöcken“) – kommt bei ordentlichen/regulären Sangiin-Wahlen ein Grabenwahlsystem mit zwei Stimmen zum Einsatz, das heißt zwei voneinander unabhängige Abstimmungen und Sitzzuteilungsverfahren für die 124 bei einer Wahl zu wählenden Abgeordneten:
- 74 Abgeordnete werden in 45 Wahlkreisen direkt gewählt; 43 Wahlkreise sind deckungsgleich mit Präfekturen, zwei seit 2016 vereinigte Wahlkreise bestehen jeweils aus zwei benachbarten Präfekturen: Tottori-Shimane und Kōchi-Tokushima.[4] In jedem Wahlkreis werden bis zu sechs Abgeordnete durch nicht übertragbare Einzelstimmgebung gewählt – in den Einerwahlkreisen identisch mit einfachem Mehrheitswahlrecht.
- Die übrigen 50 Abgeordneten werden auf nationaler Ebene durch Verhältniswahl im D’Hondt-Verfahren bestimmt. Seit der Wahl von 2001 haben die Wähler die Möglichkeit, durch die Angabe eines einzelnen Kandidaten einer Parteiliste Einfluss darauf zu nehmen, welche Kandidaten gewählt werden, ähnlich der Vorzugsstimme in Österreich, allerdings ohne Quorum: die Reihenfolge der Listenkandidaten, auch die potentieller Nachrücker, folgte bisher ganz der Zahl der Vorzugsstimmen. Ab der Wahl 2019 können Parteien aber, wenn sie wollen, geschützte Kandidaten an die Spitze ihrer Liste stellen.

Im Gegensatz zum Shūgiin kann ein Kandidat nicht gleichzeitig in beiden Segmenten antreten. Bis 1980 stand an der Stelle der Verhältniswahl ein das gesamte Land umfassender Wahlkreis, in dem ebenfalls Kandidaten und nicht Parteilisten gewählt wurden.
Ein Kandidat in einem Präfekturwahlkreis muss bei Registrierung 3.000.000 Yen (2016 rund 27.000 Euro) hinterlegen, die abhängig von seinem Stimmenanteil und der Mandatszahl des Wahlkreises zurückerstattet werden (Stimmen des Kandidaten>gültige Stimmen×1/8÷Mandatszahl, also in einem Einmandatswahlkreis ab 12,5 % der Stimmen, in einem Zweimandatswahlkreis 7,25 % usf.). Bei der Verhältniswahl müssen pro Listenkandidat 6.000.000 Yen hinterlegt werden, eine volle Rückerstattung erfolgt, wenn mindestens die Hälfte der Listenkandidaten der Partei gewählt wurden, bei weniger beträgt die rückerstattete Summe: 6.000.000 ¥×Anzahl der im Verhältniswahlwahlkreis gewählten Kandidaten×2. Zum Vergleich: Bei Kandidaten für das heute ausschließlich in Einmandatswahlkreisen gewählte britische Unterhaus beträgt die zu hinterlegende Summe heute nur 500 Pfund, und eine Rückerstattung erfolgt ab 5 % der Stimmen.
Das gesetzliche Quorum (法定得票 hōtei tokuhyō) für eine gültige Wahl beträgt in Mehrheitwahlwahlkreisen 1÷6÷Wahlkreismagnitude, also gerundet 16,7 % in einem Einmandatswahlkreis, 8,4 % in einem Zweimandatswahlkreis usw. Ist ein Kandidat nach seiner Platzierung gewählt, hat dabei aber das gesetzliche Quorum verfehlt, so muss die Wahl dieses Kandidaten so wie auch bei aus anderen Gründen ungültigen Wahlen (etwa durch Verstöße gegen Wahlgesetze) als „Wiederholungswahl“ (再選挙 sai-senkyo) wiederholt werden. Im Verhältniswahlwahlkreis gibt es kein gesetzliches Quorum; die effektive Hürde durch das Verhältniswahlsystem und die seit 2019 gültige Wahlkreismagnitude von 50 liegt dort abhängig von den antretenden Parteien und der Stimmenverteilung normalerweise nahe 2 %.
Wählbar sind japanische Staatsbürger über 30 Jahren, die nicht für Wahlvergehen, Korruption oder schwere Straftaten verurteilt sind. Wahlberechtigt sind seit 2016 Bürger ab 18 Jahren (volljährig ist man in Japan aber nach wie vor erst mit 20, auch wenn eine Absenkung bereits damals gesellschaftlich diskutiert und inzwischen mit Wirkung vom Fiskaljahr 2022 gesetzlich beschlossen wurde).
Vakanzen werden in den Wahlkreisen durch Nachwahlen (補欠選挙 hoketsu-senkyo) im April oder Oktober, innerhalb von drei Monaten nach regulären Wahlen oder im Verhältniswahlkreis dagegen durch Nachrücker gefüllt. Fallen reguläre Sangiin-Wahlen mit einer Nachwahl für eine Vakanz in der nicht zur Wahl stehenden Hälfte der Kammer zusammen, so werden sie als eine gemeinsame Wahl durchgeführt: In einem regulären Zweimandatswahlkreis z. B. werden also drei Abgeordnete gewählt, wobei die zwei Kandidaten mit den höchsten Stimmenanteilen für sechs Jahre, der dritte nur für drei Jahre gewählt werden. Auf gleiche Weise wurden auch 1947 die ersten Wahlen in jedem Wahlkreis als eine gemeinsame Wahl zu beiden Hälften der Kammer durchgeführt.
Die Anzahl der Abgeordneten aus den Wahlkreisen ist wie folgt:
| Wahlkreis                                                 | Wahlkreismagnitude | Abgeordnete gesamt |
| --------------------------------------------------------- | ------------------ | ------------------ |
| Tokio                                                     | 6                  | 12                 |
| Saitama Kanagawa Aichi Osaka                              | je 4               | je 8               |
| Hokkaidō Chiba Hyōgo Fukuoka                              | je 3               | je 6               |
| Ibaraki Shizuoka Kyōto Hiroshima                          | je 2               | je 4               |
| Tottori- Shimane (gemeinsam) Tokushima- Kōchi (gemeinsam) | je 1               | je 2               |
| jede der 30 übrigen Präfekturen                           | je 1               | je 2               |
| Verhältniswahlkreis (landesweit)                          | 50                 | 100                |
| Summe                                                     | 124                | 248                |

## Kompetenzen
In der Gesetzgebung ist das Sangiin dem Shūgiin untergeordnet, das ein Gesetz im Konfliktfall mit einer Zweidrittelmehrheit durchsetzen kann. Bei der Wahl des Ministerpräsidenten, bei internationalen Verträgen und beim Haushalt ist das Votum des Shūgiin ausschlaggebend; findet über einen im Shūgiin verabschiedeten internationalen Vertrag oder den Haushalt im Sangiin innerhalb von 30 Tagen keine Abstimmung statt, so gilt er als angenommen. Lediglich bei bestimmten Personalnominierungen ist die Zustimmung beider Häuser zwingend erforderlich. Die Initiierung von Volksabstimmungen über Verfassungsänderungen muss in beiden Kammern mit Zweidrittelmehrheit beschlossen werden.
Das Sangiin kann gegen den Ministerpräsidenten oder einzelne Minister eine „Rügeresolution“ (問責決議, monseki ketsugi) verabschieden, die allerdings nicht bindend den Rücktritt nach sich zieht. Dies geschah bisher zehnmal, 1998 gegen den Leiter der Verteidigungsbehörde Fukushirō Nukaga, 2008 gegen Ministerpräsident Yasuo Fukuda, 2009 gegen Ministerpräsident Tarō Asō und 2010 gegen die Staatsminister Yoshito Sengoku und Sumio Mabuchi, 2011 gegen Verteidigungsminister Yasuo Ichikawa und den Leiter der Nationalen Kommission für Öffentliche Sicherheit Kenji Yamaoka, 2012 gegen Verkehrsminister Takeshi Maeda und Verteidigungsminister Naoki Tanaka und 2013 gegen Ministerpräsident Shinzō Abe. Alle zehn wurden bei einem „verdrehten Parlament“, also mit einer Oppositionsmehrheit im Sangiin beschlossen.

### Institutionelle Reform
Da das Sangiin in allen entscheidenden Fragen dem Shūgiin untergeordnet ist, gibt es bereits seit seiner Errichtung eine Debatte über Reform oder Abschaffung des Sangiin. Die im Vergleich zum Shūgiin größere Ungleichheit der Wahl – im Extremfall 1992 hatten die Wähler in Tottori ein 6,5-faches Stimmgewicht gegenüber denen in Kanagawa – wurde vom Obersten Gerichtshof für verfassungswidrig befunden und zuletzt in relativ kurzen Abständen mehrfach durch Wahlkreisreformen korrigiert.
Nach dem erstmaligen klaren Verlust der Regierungsmehrheit (Nejire Kokkai) bei der Sangiin-Wahl 1989 hatte das politische Gewicht des Sangiin zunächst zugenommen, da die Regierungsparteien meist nicht über eine Zweidrittelmehrheit im Shūgiin verfügten und in der Regel versuchten, einen Konsens zwischen beiden Kammern herzustellen. Erstmals seit 1951 griff eine Regierung 2008 beim Antiterrorismusgesetz zum Mittel der Zweidrittelmehrheit im Shūgiin, um eine Oppositionsmehrheit im Sangiin zu überstimmen. Wenn eine Regierung über eine Zweidrittelmehrheit im Shūgiin verfügt und sie einsetzt, kommt das institutionelle Kräfteungleichgewicht zum Tragen: Dann kann das Sangiin einen Gesetzentwurf verzögern, aber nicht verhindern.

## Letzte Wahl und aktuelle Zusammensetzung
Die letzte, 26. Sangiin-Wahl am 10. Juli 2022 führte zu folgendem Ergebnis:
| Partei | Partei                                                                          | SNTV- bzw. FPTP- Präfekturwahlkreise | SNTV- bzw. FPTP- Präfekturwahlkreise | Nationaler Verhältniswahlkreis | Nationaler Verhältniswahlkreis | 2019 gewählt | Neue Gesamtzusammensetzung |
| ------ | ------------------------------------------------------------------------------- | ------------------------------------ | ------------------------------------ | ------------------------------ | ------------------------------ | ------------ | -------------------------- |
| Partei | Partei                                                                          | Stimmen                              | Sitze                                | Stimmen                        | Sitze                          | 2019 gewählt | Neue Gesamtzusammensetzung |
|        | Liberaldemokratische Partei (LDP) 自由民主党 Jiyūminshutō (自/自民/自民党)      | 38,7 %                               | 45                                   | 34,4 %                         | 18                             | 63           | 119                        |
|        | Konstitutionell-Demokratische Partei (KDP) 立憲民主党 Rikken Minshutō (立/立民) | 15,3 %                               | 9+1                                  | 12,7 %                         | 7                              | 16+1         | 39                         |
|        | Kōmeitō 公明党 Kōmeitō (公/公明)                                                | 6,7 %                                | 7                                    | 11,7 %                         | 6                              | 13           | 27                         |
|        | Nippon Ishin no Kai (Ishin) 日本維新の会 Nippon Ishin no Kai (維/維新)          | 10,4 %                               | 4                                    | 14,8 %                         | 8                              | 12           | 21                         |
|        | Kommunistische Partei Japans (KPJ) 日本共産党 Nihon Kyōsantō (共/共産党)        | 6,8 %                                | 1                                    | 6,8 %                          | 3                              | 4            | 11                         |
|        | Demokratische Volkspartei (DVP) 国民民主党 Kokumin Minshutō (国/国民)           | 3,8 %                                | 2                                    | 6,0 %                          | 3                              | 5            | 10                         |
|        | Reiwa Shinsengumi れいわ新選組 Reiwa shinsengumi (れ新/れい新/れいわ/…)         | 1,9 %                                | 1                                    | 4,4 %                          | 2                              | 3            | 5                          |
|        | NHK-tō NHK党 enueichikei-tō (N国)                                               | 2,1 %                                | 0                                    | 2,4 %                          | 1                              | 1            | 2                          |
|        | Sozialdemokratische Partei (SDP) 社会民主党 Shakaiminshutō (社/社民/社民党)     | 0,3 %                                | 0                                    | 2,4 %                          | 1                              | 1            | 1                          |
|        | Sanseitō 参政党 Sanseitō                                                        | 3,8 %                                | 0                                    | 3,3 %                          | 1                              | 1            | 1                          |
|        | Sonstige                                                                        | 1,9 %                                | 0                                    | 1,1 %                          | 0                              | 0            | 0                          |
|        | Unabhängige [=ohne Parteinominierung]                                           | 8,1 %                                | 5                                    | –                              | –                              | 5            | 12                         |
| Summe  | Summe                                                                           | 100 %                                | 74+1                                 | 100 %                          | 50                             | 124+1        | 248                        |

1. ↑  Stand: Wahlergebnis, ohne jegliche Änderungen seitdem

### Präsidium
Am 3. August 2022 (Eröffnungstag der 209. Kokkai) wurden Hidehisa Otsuji (LDP, Kagoshima) zum Präsidenten und Hiroyuki Nagahama (KDP, Chiba) zum Vizepräsidenten des Sangiin gewählt. Otsuji trat 2024 aus gesundheitlichen Gründen zurück, am 11. November (Eröffnungstag der 215. Nationalversammlung) wurde Masakazu Sekiguchi (LDP, Saitama) zum Nachfolger.

### Nach Fraktion
Die Parlamentsfraktionen haben (Stand: 18. Februar 2025, 217. Nationalversammlung) folgende Stärken:
| Fraktion (engl. Eigenbezeichnung)                                                                              | Fraktion (engl. Eigenbezeichnung) | Parteizugehörigkeiten der Mitglieder                                                                           | Abgeordnete    | Abgeordnete    | Abgeordnete    | Abgeordnete    | Abgeordnete    | Abgeordnete    | Abgeordnete | Abgeordnete |
| --- | --- | --- | -------------- | -------------- | -------------- | -------------- | -------------- | -------------- | ----------- | ----------- |
| Fraktion (engl. Eigenbezeichnung)                                                                              | Fraktion (engl. Eigenbezeichnung) | Parteizugehörigkeiten der Mitglieder                                                                           | bis 28.07.2025 | bis 28.07.2025 | bis 28.07.2025 | bis 25.07.2028 | bis 25.07.2028 | bis 25.07.2028 | gesamt      | gesamt      |
| Fraktion (engl. Eigenbezeichnung)                                                                              | Fraktion (engl. Eigenbezeichnung) | Parteizugehörigkeiten der Mitglieder                                                                           | Verh.          | Dir.           |                | Verh.          | Dir.           |                |             | (Frauen)    |
| | Jiyūminshutō (Liberaldemokratische Partei) engl. Liberal Democratic Party                                                                                   | LDP | 19             | 33             | 52             | 18             | 43             | 61             | 113         | (22)        |
| | Rikken Minshu・Shamin・Mushozoku („KDP/SDP/Unabhängige“) engl. The Constitutional Democratic Party of Japan and Social Democratic Party and the Independent | KDP, SDP, parteilos                                                                                            | 9              | 14             | 23             | 8              | 10             | 18             | 41          | (18)        |
| | Kōmeitō („Gerechtigkeitspartei“) engl. Komeito | Kōmeitō | 7              | 7              | 14             | 6              | 7              | 13             | 27          | (3)         |
| | Nippon Ishin no Kai („Versammlung für die Erneuerung/Restauration Japans“) engl. Nippon Ishin(Japan Innovation Party)                                       | Ishin | 4              | 2              | 6              | 8              | 4              | 12             | 18          | (5)         |
| | Kokumin Minshutō・Shinryokufūkai („Demokratische Volkspartei/Shinryokufūkai“) engl. Democratic Party For the People and The Shin-Ryokufukai                 | DVP, Parteilose                                                                                                | 3              | 2              | 5              | 3              | 4              | 7              | 12          | (4)         |
| | Nihon Kyōsantō (Kommunistische Partei Japans) engl. Japanese Communist Party                                                                                | KPJ | 4              | 3              | 7              | 3              | 1              | 4              | 11          | (4)         |
| | Reiwa Shinsengumi engl. REIWA SHINSENGUMI | Reiwa Shinsengumi                                                                                              | 2              | 0              | 2              | 2              | 1              | 3              | 5           | (1)         |
| | Okinawa no kaze („Wind von Okinawa“) engl. Okinawa Whirlwind                                                                                                | Okinawa Shakai Taishūtō/Parteienbündnis All Okinawa, parteilos                                                 | 0              | 1              | 1              | 0              | 1              | 1              | 2           | (0)         |
| | NHK kara kokumin o mamoru tō (NHKから国民を守る党, „Partei zum Schutz der Bürger vor der NHK“) engl. The Party to Protect People from NHK                   | parteilos/ex-NHK-Partei                                                                                        | 1              | 0              | 1              | 1              | 0              | 1              | 2           | (0)         |
| | Fraktionslos | LDP (Präsident), KDP (Vizepräsident), Sanseitō, Parteilose                                                     | 1              | 5              | 6              | 1              | 2              | 3              | 9           | (4)         |
| Summe | Summe | Summe | 50             | 67             | 117            | 50             | 73             | 123            | 240         | (61)        |
| Vakant: insgesamt acht Mehrheitswahlsitze von Tokio, Kanagawa, Aichi, Osaka, Hyōgo, Wakayama (Nachwahlen 2025) | Vakant: insgesamt acht Mehrheitswahlsitze von Tokio, Kanagawa, Aichi, Osaka, Hyōgo, Wakayama (Nachwahlen 2025)                                              | Vakant: insgesamt acht Mehrheitswahlsitze von Tokio, Kanagawa, Aichi, Osaka, Hyōgo, Wakayama (Nachwahlen 2025) | 0              | 7              | 7              | 0              | 1              | 1              | 8           | –           |

## Sitzordnung
- KPJ: 13
- DVP – Shinryokufūkai: 26
- Kōmeitō: 28
- LDP – kokumin no koe: 114
- Okinawa no kaze: 2
- Hekisuikai: 2
- Minna: 2
- Fraktionslose: 5
- KDP – Min’yūkai – kibō no kai: 35
- Nippon Ishin no Kai: 16
- Reiwa Shinsengumi: 2

Die Sitzordnung der Fraktionen, die vom Präsidenten der Kammer zu Beginn einer Sitzungsperiode festgelegt wird, entspricht nicht politischen links-rechts-Zuordnungen, wie das in manchen anderen Parlamenten, z. B. dem Deutschen Bundestag, der Fall ist. Stattdessen wird die stärkste Fraktion in der Mitte platziert, die kleineren Fraktionen rechts und links davon. So saßen beispielsweise im 55er-Parteiensystem lange die Kommunisten und Sozialisten rechts, die regierenden Liberaldemokraten in der Mitte und die Mitte-links-Opposition aus Demokratischen Sozialisten und Kōmeitō links. In der ersten Sitzung des Sangiin 1947 wurden die Abgeordneten zunächst nach Seniorität platziert.